# Ram Shastra
Ram Shastra è un film del 1995 diretto da Sanjay Gupta.

## Trama
Dhonga, un ricco criminale, pianifica l'assassinio del commissario della polizia, ma il suo piano è interrotto quando suo fratello minore viene ucciso da Ram Sinha, un individuo disoccupato. Dhonga va in carcere per cinque anni e giura di vendicare l'umiliazione e l'omicidio del fratello. Nel frattempo Ram Sinha diventa ispettore e insieme al suo collega l'ispettore Kavi, si mette a dare la caccia ai vari rivenditori di droghe, inclusi quelli che lavorano per Dhonga.
Mentre Ram sposa Anjali, la sorella di Kavi, e diventa padre di un bambino, Dhonga esce dal carcere e progetta di comandare legalmente il suo impero criminale con l'aiuto di alcuni poliziotti e del suo avvocato Srivastav  al fine di ottenere così il rispetto del commissario di polizia. L'altro fratello di Dhonga, Satpal studia un piano per uccidere Anjali e coltiva eroina e cocaina in casa sua in modo che Ram sia arrestato. Ram fugge all'arresto con l'aiuto di Ritu e si ritrova a dover affrontare una volta per sempre Dhonga quando questi gli rapisce il figlio e l'amico Kavi. Ram riesce ad uccidere Dhonga e a dimostrare la propria innocenza da tutte le accuse mossagli.